# Regal Princess
El Regal Princess es un crucero de la clase Royal operado por Princess Cruises, una subsidiaria de Carnival Corporation & plc, y es el segundo barco que navega para la línea de cruceros con este nombre. El Regal Princess, así como su barco hermano Royal Princess, fueron encargados el 17 de febrero de 2010 a Fincantieri y fueron construidos en el astillero Fincantieri en Monfalcone, Italia, y debutaron en 2014.

## Historia
En febrero del año 2010 la naviera Princess Cruises ordenó la construcción de dos nuevos barcos -el contrato fue firmado el 4 de mayo del mismo año-, los futuros Royal Princess y Regal Princess. Ambos fueron construidos en el astillero italiano Fincantieri en Monfalcone. El primero de ellos fue inaugurado el año 2013, mientras que el segundo, cuya construcción se remonta al 28 de agosto de 2012 y su botadura a marzo de 2013, fue entregado a la compañía de cruceros el 11 de mayo de 2014 tras superar con éxito los sea trials a los que fue sometido durante el mes de abril.
Entre el 16 y el 20 de mayo el Regal Princess navegó desde Trieste hasta Venecia en un viaje pre-inaugural. El viaje inaugural, programado para el 20 de mayo, comenzó en la ciudad italiana y terminó, 7 días después, en la capital griega, Atenas, después de visitar Corfú, Mikonos y Estambul.

## Decoración
La decoración del Regal Princess es elegante, con unas líneas muy finas, creando un ambiente entre refinado y práctico. A pesar de su gran tamaño Princess Cruises incluyó muchos detalles con acabados en maderas nobles y mármoles

## Restaurantes
Tres restaurantes principales, Chef's Table Lumiere, Wine Cellar dining, restaurante italiano Sabatini's, Crown Grill, Tea Tower, Vines Wine Bar, Ocean Terrace Seafood Bar, Pizzería Alfredo's, International Café, Horizon Court Buffet, Pastry Shop, Prego, Hamburger and hot dog grill, Swirls y Wheelhouse Bar

## Instalaciones deportivas
Pista de baloncesto, gimnasio, pista de jogging, minigolf, pared de escalada y campo de tenis. 